# 郭維租
郭維租（1922年11月13日—2022年1月20日），台灣醫生、翻譯家，矢內原忠雄的台灣學生。
台北社子人，台北第二中學校卒業，台北高等學校得業士，東京帝國大學醫學士。
經學長陳茂源紹介，跟矢內原忠雄學習《聖經》。
矢內原《創世紀講義》、《撒母耳記講義》、《詩篇講義》、《以賽亞書講義》、《以西結書講義》、《約翰福音講義》、《內村鑑三先生與我》諸講義和著作《我所尊敬的人物》譯作《奉天三十年》（Dugald Christie英文原著）的漢語譯都是郭的手筆。
另漢譯高橋三郎講義、著作多種。
與鄭廷憲合譯關根正雄《聖經的信仰與思想》。
葉榮鐘和陳茂源是最早向矢內原學習《聖經》的台灣學生，矢內原的台灣學生還有張漢裕等。